# جاسم محمد جرجيس
الدكتور جاسم محمد جرجيس (1946- 2019 م) باحث عراقي من مدينة الموصل، متخصص في علم المكتبات والمعلومات.

## النشأة والتعليم
ولد جاسم محمد جرجيس في الثالث عشر من نيسان (أبريل) من عام 1946م، في مدينة الموصل مركز محافظة نينوى في جمهورية العراق. وأنتقلت أسرته إلى العاصمة بغداد عام 1962م.
تلقى تعليمه في مرحلتي الدراسة الأبتدائية والمتوسطة في مدينة الموصل، وأكمل مرحلتي الدراسة الثانوية والجامعية الأولية من بغداد، وحصل على درجة البكالوريوس في اللغة الأنجليزية وآدابها من كلية التربية بجامعة بغداد في عام 1968 م.
التحق بعد ذلك بمعهد الدراسات العليا في المكتبات والتوثيق في جامعة بغداد وحصل منه على شهادة الدبلوم العالي في عام المكتبات والتوثيق عام 1973 م. اكمل دراسته العليا وحصل على شهادتي الماجستير والدكتوراه في علم المكتبات والمعلومات من جامعة رتكرز في ولاية نيوجيرسي في الولايات المتحدة الأمريكية في عامي 1977 و1981. كان موضوع رسالة الدكتوراه (تقييم خدمات المعلومات المقدمة من خلال الهاتف في المكتبات الأكاديمية في الولايات المتحدة الأمريكية) وقد نشرت هذه الرسالة فيما بعد في كتاب من قبل دار نشر أمريكية تحت عنوان : "The Accuracy of telephone reference / Information services in Academic Libraries. Metuchen, N.J. the Scarecrow Press Inc. 1983, 223 P"

## العمل
عمل في بداية مشوراه في التعليم الثانوي مدرسا للغة الأنجليزية في ناحية الإسكندرية في محافظة بابل لمدة أربع سنوات بدءا من عام 1972م. وبعد حصوله على شهادة الدبلوم العالي في عام المكتبات ولتوثيق عمل في قسم التوثيق والدراسات في وزارة التربية حتى أواخر 1975م.
عاد إلى بغداد من الولايات المتحدة الأمريكية في شباط (فبراير) 1981م، ليعمل مدرسا في قسم المكتبات والمعلومات في كلية الآداب في الجامعة المستنصرية.
عين في نهاية عام 1982 عميدا لمعهد الوثائقيين العرب لمدة عامين. ثم شغل منصب مديرا عاما لمركز التوثيق الأعلامي لدول الخليج العربي التابع لمجلس وزراء اعلام دول الخليج العربي في عام 1985م. علما بأن المركز منظمة خليجية تتخذ من بغداد مقرا لها، وتعنى بشؤون التعامل مع المعلومات بالوسائل التقنية والحديثة لتكون اداة فعالة لدعم وأنجاح مشاريع التوثيق والأعلام الأخرى.
في نهاية عام 1990 وبعد انقضاء فترة أعارته للمركز المذكور عاد الدكتور جاسم إلى الجامعة المستنصرية أستاذا مشاركا في قسم المكتبات والمعلومات ومن ثم رئيسا للقسم.
في مطلع عام 1996 م سافر إلى الجمهورية اليمنية وألتحق بجامعة صنعاء - كلية الآداب قسم المكتبات وعلم المعلومات، أستاذا زائرا، وأبتداء من سبتمبر أصبح رئيسا للقسم المذكور وفي نهاية عام 1999م سافرإلى دولة الأمارات العربية المتحدة ليعمل أمينا عاما مساعدا لمركز جمعة الماجد للثقافة والتراث بدبي.ثم عمل مديرا لمكتبة المركز الوطني للوثائق والبحوث في أبو ظبي في دولة الإمارات العربية المتحدة منذ العام 2003.
يعمل حاليا كرئيس برنامج الدراسات العليا في علم المكتبات والمعلومات في الجامعة الأمريكية في الإمارات.
حصل الدكتور جاسم محمد جرجيس على درجة الاستاذية في العام 1999.

### مساهماته المهنية في قطاع المكتبات والمعلومات
أحب الدكتور جاسم مهنة المكتبات والمعلومات وكان له نشاطا مميزا على الصعيد المهني الوطني والعربي في هذا القطاع. فقد أنتخب عام 1974م عضوا في الهيئة الأدارية للجمعية العراقية للمكتبات والمعلومات (التي كانت تسمى جمعية أتحاد المكتبيين العراقيين)... وبعد عودته من الولايات المتحدة الأمريكية وحصوله على شهادة الدكتوراه، أنتخب عام 1982 م. رئيسا للجمعية المذكورة وشغل هذا المنصب قرابة أربعة عشر عاما.
أستطاع الدكتور جاسم وزملائه في الهيئة الإدارية للجمعية تحريك قطاع المكتبات والمعلومات في جمهورية العراق عن طريق عقد المؤتمرات والندوات العلمية وتنظيم الدورات التدريبية والمواسم الثقافية في المجالات التي تقع ضمن أهتمامات الجمعية. وقامت الجمعية أبتداء من عام 1995 م، باصدار المجلة العراقية للمكتبات والمعلومات وهي مجلة نصف سنوية متخصصة.
وكان للجمعية حضورها العربي الفعال حيث ساهمت من خلال رئيسها بتأسيس الاتحاد العربي للمكتبات والمعلومات في عام 1986م. وأنتخب الدكتور جاسم أول أمين عام للاتحاد ولمدة ثلاث سنوات. فضلا عن الأنشطة المشتركة التي نظمتها الجمعية بالتعاون مع جمعية المكتبات الأردنية حيث عقدت الجميعتان العديد من المؤتمرات والندوات العلمية والدورات التدريبية المتخصصة في العراق والأردن.
وكان للدكتور جاسم نشاطا اعلاميا في مجال الأختصاص حيث تولى رئاسة تحرير مجلة التوثيق الإعلامي التي يصدرها مركز التوثيق الإعلامي لدول الخليج العربي لفترة من عام 1985م إلى عام 1990 م، إضافة إلى رئاسة تحرير النشرة الشهرية الموسومة (إعلام الخليج) التي يصدرها المركز المذكور. كما أسهم في تأسيس وإصدار أول نشرة علمية متخصصة (المكتبات والمعلومات) باليمن التي تصدر عن قسم المكتبات وعلم المعلومات في جامعة صنعاء وتولى رئاسة تحريرها عند تأسيسها في العام 1996م.
أختير الدكتور جاسم عضوا في الهيئات الأستشارية للعديد من الدوريات العربية المتخصصة منها : (المجلة العربية للأرشيف والمعلومات والتوثيق) التي تصدر عن مؤسسة التميمي في تونس و(مجلة المكتبات والمعلومات العربية) التي تصدر عن دار المريخ من لندن ومجلة (رسالة المكتبة) التي تصدرها جمعية المكتبات الأردنية و(العربية 3000) التي تصدر عن النادي العربي للمعلومات في دمشق، ومجلة (مركز دراسات الخليج العربي في جامعة البصرة).
ولم يقتصر نشاط الدكتور جاسم محمد جرجيس على مجال المكتبات والمعلومات وإنما امتد ليشمل النشاط المهني العلمي والأكاديمي فقد أنتخب في عام 1988م. أمينا عاما للمجلس الأعلى للجمعيات العلمية العراقية الذي يضم أربعين جمعية علمية متخصصة في مجالات المعرفة المختلفة لمدة ثلاث سنوات وجدد انتخابه في عام 1991 وظل في هذا الموقع لغاية عام 1996م.
وفي عام 1988م، ساهم الدكتور جاسم مع نخبة من المختصين والأكاديمين بتأسيس كلية المنصور الجامعة وأصبح أول رئيس مجلس أمناء للكلية، وهذه الكلية تمنح البكالوريوس في الأختصاصات التالية : علم الحاسوب، بحوث العمليات، الإدارة الصناعية، العلوم الإدارية والمصرفية وهندسة برمجيات الحاسوب.
أنتخب في عام 2000 عضوا في مجلس امناء المنظمة العربية للترجمة التي تتخذ من بيروت مقرا لها. وقد ألقى محاضرة علمية في 2018.

## مؤلفاته
وفي مجال التأليف كان للدكتور جاسم محمد جرجيس نشاطا ملحوظا حيث ألف ما يزيد عن خمسة وعشرين كتابا باللغتين العربية والأنجليزية منها : مصادر المعلومات في مجال الاعلام والاتصال الجماهيري، المراجع والخدمة المرجعية في مركز التوثيق والمعلومات، أحداث السنين في التقويمين الهجري والميلادي، علوم الإعلام والاتصال، ومقدمة في علم المكتبات والمعلومات، واليمن وعصر المعلومات، وقطاع المكتبات والمعلومات في الوطن العربي.
نشرت هذه الكتب من قبل دور نشر متخصصة في كل من الولايات المتحدة الأمريكية ومصر ولبنان واليمن والكويت والعراق وسوريا، كما نشر ما يزيد على ستين بحثا ودراسة في الدوريات العربية المتخصصة في مجال التوثيق والأرشيف والمكتبات والاعلام والمعلومات والاتصال منها : تقييم الخدمات المكتبية والتوثيقية لمركز التوثيق العلمي العراقي، شبكة المعلومات الإعلامية في دول الخليج العربي، وبنوك المعلومات وكشافات الدوريات العربية : دراسة حصرية تقييمية، دوريات الجامعات العراقية : دراسة تحليلية، الدوريات الأردنية : دراسة تحليلية، قطاع المكتبات والمعلومات في اليمن بين تشخيص المشكلات وتوصيف المعالجات، اليمن والأنترنت : دراسة تقييمية لأستخدامات الإنترنت ومجالات الإفادة منها في اليمن، أستخدامات أعضاء هيئة التدريس في الجامعات اليمنية لشبكة الأنترنت، وتقينات المعلومات والأتصالات وتأثيرها في مجمتع ودولة الأمارات العربية المتحدة.
كما أشرف الدكتور جاسم على العديد من الرسائل الجامعية في كل من الجامعة المستنصرية، وجامعة صنعاء وقدم العديد من الأستشارات لمؤسسات المعلومات في العراق واليمن والأمارات، كما شارك في أكثر من خمسين مؤتمرا علميا على المستوى الوطني والعرابي والدولي في مجالات المعلومات ولإعلام والاتصال والمكتبات والأرشيف، وقد ساهم أيضا في التخطيط والتنفيذ للعديد من الدورات التدريبية في مجال المعلومات في العديد من البلدان العربية، حصل الدكتور جاسم على ما يزيد عن ثلاثين كتاب شكر وتقدير من مؤسسات وطنية وعربية على الخدمات التي قدمها لتلك المؤسسات.

## وفاته
توفي الدكتور جاسم عميد كلية الاتصالات والإعلام في الجامعة الأمريكية في المجمع الأكاديمي بدبي الأسبق عن عمر يناهز 73 عاما وذلك يوم الإثنين 15/أبريل/2019.